# ۱۲۳۹ (خورشیدی)
۱۲۳۹ هزار و دویست و سی و نهمین سال هجری خورشیدی است.

## زادگان
- ثقةالاسلام تبریزی : روحانی و از آزادیخواهان مشروطیت ایران.